# 非洲岩蟒
非洲岩蟒（學名：Python sebae）是蛇亞目蟒科蟒屬下的一種無毒蟒蛇，主要分布於非洲南部撒哈拉地區，是非洲體型最巨大的蛇類。目前共有兩個亞種已被確認。

## 特徵
成年的非洲岩蟒體長可達6米，是全球最巨型的蛇類之一（其它巨蛇亦是同屬蟒屬下的蛇類）目前為止，有紀錄最長的非洲岩蟒是於1932年於科特迪瓦所發現的，其體長達9.72米。
非洲岩蟒的體色主要由棕色構成，身體上有許多橄欖色的不規則圖紋。其體紋與顏色均與緬甸蟒十分相似，因此容易被混淆。然而這兩種蟒蛇並沒有緊密的關連。

## 地理分布
非洲岩蟒主要分布於非洲撒哈拉地區，包括坦桑尼亞、剛果民主共和國、肯雅、贊比亞、赤道畿內亞、莫桑比克等地方。其標準產地曾被標示為「美國」與及「巴西」，均屬訛誤。

## 生態行為
非洲岩蟒活躍於一般草原和熱帶草原，不過其活動區域並不會遠離水源，有時候也會闖進森林邊緣地帶，但很少深入其中。
非洲岩蟒頗依賴水源，當天氣太熱或太乾燥的時候，牠們會強行躲進其它動物所挖掘的洞穴裡，並進入夏眠狀態。不過非洲岩蟒性情較為凶惡，脾氣不佳，若受騷擾，容易發動咬擊，這一點與普遍較為溫馴的緬甸蟒迥然不同（二者外貌頗為相似）。

## 進食習慣
非洲岩蟒在捕食方面屬於機會主義者，牠能以憑身體使出強勁的擠壓力，將獵物殺死。幼年的非洲岩蟒主要捕食鼠類，對於一些為農作物被田鼠肆意啃食的農夫而言，這些小非洲岩蟒頗為幫上了忙。可是，成年後的非洲岩蟒卻往往要捕食大型的動物，例如羊、羚羊等，甚至亦會捕食小型的鱷魚，這一點為畜牧業帶來相當威脅。

## 繁殖
非洲岩蟒多於春天開始進行繁殖，雌蛇每次約能誕下100枚蛇卵，亦會負責守護及孵育其蛇卵。初生幼蛇約有45至60公分長。

## 保育狀況
非洲岩蟒有者漂亮的紋路，因此他的皮成為了皮革市場的上等材料，而且非洲岩蟒的肉在非洲是許多人的重要食物之一，另外非洲岩蟒雖然在寵物市場是冷門物種〈太兇暴〉，但仍然有著一定的市場需求。食用市場、皮革市場和寵物市場的需求使得非洲岩蟒在原生地遭到大獵捕捉，加上棲地破壞使得數量的減少更加快速。目前本種族群雖然不至於有滅絕的危險，但非洲岩蟒的數量已不再普遍，族群狀態變成了只有某些地方還很多的區域性普遍，而且大型個體越來越罕見。目前本種被列入華盛頓公約CITES附錄II保育類動物，野生族群貿易量受到管制。

## 飼育
非洲岩蟒亦是常見的受飼養蛇類之一，願意接受定時餵食鼠類及兔子。但是由於與其它蟒蛇相比，非洲岩蟒的身體顏色較為陰暗，性格也較不溫馴，故此其價值一般較低；而其巨大的體格及其貪吃的性情，亦令牠變得較難飼育，不適合初學者購養。

## 對人類的傷害
非洲岩蟒甚少攻擊人類，雖然牠們擁有足夠殺死成年人的能力，但迄今為止由非洲岩蟒所造成的致命事件僅有很少，而且受害者大多是小孩。在1951年，一份烏干達報章報導了一名13歲男童被非洲岩蟒所吞噬，不過該蟒蛇亦被外力迫其將男童吐出；1973年另一份報章指一名葡萄牙籍軍人亦被發現遭蟒蛇所吞。1979年一條長4.5米的蟒蛇試圖將一名13歲男童（身高1.3米，體重45公斤）吞食，但因遭到男童友伴以石頭擲擊而將男童吐出；最後一宗較為人所知的事件發生於2002年的南非，當時的受害人是一名10歲小孩。

## 亞種
| 亞種       | 學名及命名者                         | 地理分布                   |
| ---------- | ------------------------------------ | -------------------------- |
| 納塔爾岩蟒 | Python sebae natalensis，Smith, 1833 | 標準產地：南非納塔爾港德班 |
| 非洲岩蟒   | Python sebae sebae，Gmelin, 1788     |                            |

## 備註
1. 1 2  McDiarmid RW, Campbell JA, Touré T. 1999. Snake Species of the World: A Taxonomic and Geographic Reference, vol. 1. Herpetologists' League. 511 pp. ISBN 1-893777-00-6 (series). ISBN 1-893777-01-4 (volume).
2. 1 2 3  . ITIS. 2007  [12 September, 2007].
3. 1 2  Mehrtens JM. 1987. Living Snakes of the World in Color. New York: Sterling Publishers. 480 pp. ISBN 0-8069-6460-X.
4. ↑  Wood, The Guinness Book of Animal Facts and Feats. Sterling Pub Co Inc (1983), ISBN 978-0-85112-235-9
5. ↑  Branch WR, Hacke WD. 1980. A Fatal Attack on a Young Boy by an African Rock Python (Python sebae). Journal of Herpetology. 14:305-307.
6. ↑  Children terrified as python eats boy （页面存档备份，存于） at The Age （页面存档备份，存于）

## 外部連結
- （英文）TIGR爬蟲類資料庫：非洲岩蟒